# 徳島県道・高知県道101号船津野根線
徳島県道・高知県道101号船津野根線（とくしまけんどう・こうちけんどう101ごう ふなつのねせん）は、徳島県海部郡海陽町から高知県安芸郡東洋町に至る一般県道である。

## 概要
徳島県海部郡海陽町船津から高知県安芸郡東洋町大字野根丙に至る。

### 路線データ
- 起点：徳島県海部郡海陽町船津（徳島県道301号久尾宍喰浦線交点）
- 終点：高知県安芸郡東洋町大字野根丙（国道493号交点）
- 総延長：約15 km（うち徳島県側2.887 km[1]）

## 歴史
- 1954年（昭和29年）11月12日 - 船津野根線として認定
- 1972年（昭和47年）3月10日 - 現在の徳島県道・高知県道101号船津野根線となる。

## 路線状況

### 道路施設

#### 橋梁
- 高知県
  - 鴨田橋（野根川、安芸郡東洋町）

## 地理

### 通過する自治体
- 徳島県
  - 海部郡海陽町
- 高知県
  - 安芸郡東洋町

### 交差する道路
| 交差する道路                          | 都道府県名 | 市町村名 | 市町村名 | 交差する場所 | 交差する場所 |
| ------------------------------------- | ---------- | -------- | -------- | ------------ | ------------ |
| 徳島県道301号久尾宍喰浦線             | 徳島県     | 海部郡   | 海陽町   | 船津         | 起点         |
| 国道493号 高知県道12号安田東洋線 重複 | 高知県     | 安芸郡   | 東洋町   | 大字野根丙   | 終点         |

### 沿線
- 東洋町立野根中学校

## ギャラリー

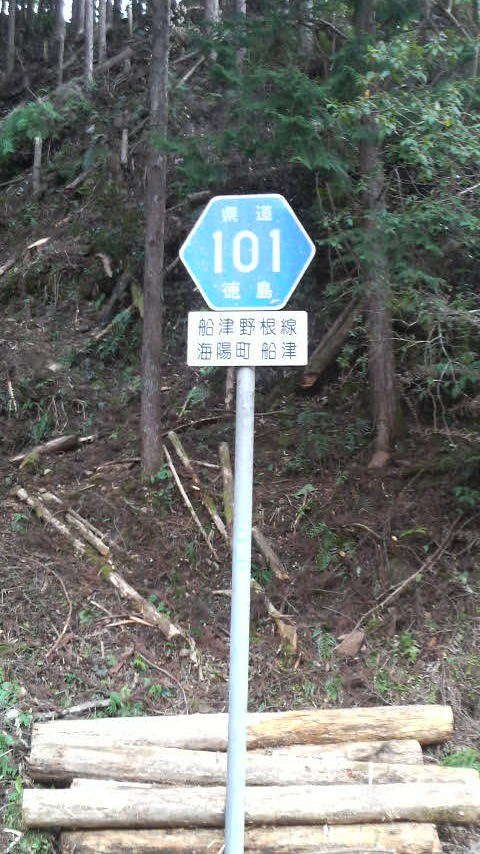
県道標識（徳島県側） 徳島県海部郡海陽町船津
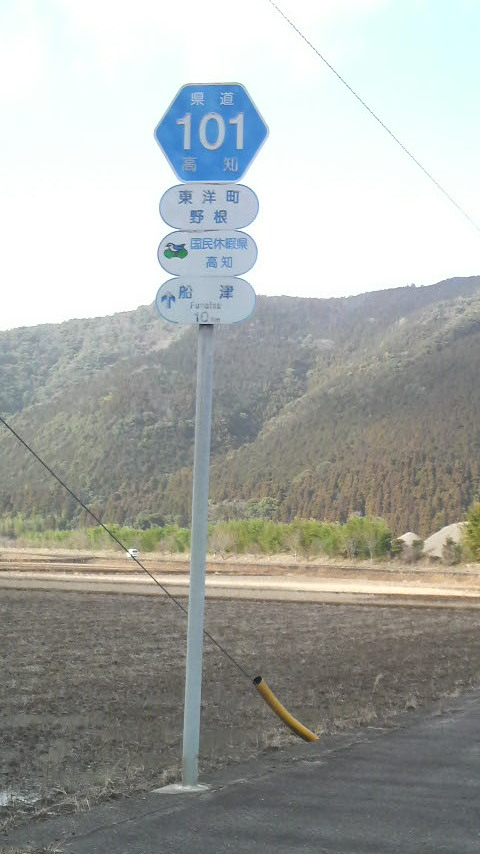
県道標識（高知県側） 高知県安芸郡東洋町大字野根丙